# Friedrich Julius Rosenbach
Friedrich Julius Rosenbach oder (Anton) Julius Friedrich Rosenbach (* 16. Dezember 1842 in Grohnde; † 6. Dezember 1923 in Göttingen) war ein deutscher Mediziner. Er gehörte zu den ersten Forschern, die um 1885 die Lebensgeschichte und Wirkungsart des Tetanusbazillus als Ursache des Wundstarrkrampfs aufdeckten.

## Leben
Er wurde am 16. Dezember 1842 als Sohn des Ober-Amtsrichters Bernhard Rosenbach in Grohnde a. d. Weser geboren. Er entstammt einer alteingesessenen südniedersächsischen Gelehrtenfamilie, deren Urahn Johann Philipp Rosenbach war, welcher im Dreißigjährigen Krieg Pastor in Grone war. In zwölf Generationen brachte diese Familie 16 Ärzte hervor.
Friedrich Julius Rosenbach studierte ab 1863 Naturwissenschaften in Heidelberg und später in Göttingen bei dem Chemiker Friedrich Wöhler. Schließlich wandte er sich der Medizin zu. 
1867 erteilte ihm die Medizinische Fakultät Göttingen aufgrund seiner experimentellen Arbeit „Untersuchung über einige pathologische Veränderungen nach subkutaner Injektion von Quecksilberchlorid“ den Grad eines Doktors der Medizin. 1868 bestand er die ärztliche Prüfung und wandte sich anschließend der pathologischen Anatomie und der Bakteriologie zu. Freiwillig nahm er als Arzt am Deutsch-Französischen Krieg 1870/71 teil.
Er habilitierte in Göttingen mit „Untersuchungen über den Einfluss der Carbolsäure gegen das Zustandekommen pyämischer und putrider Infektionen“. 1873 erhielt er die Venia legendi für Chirurgie.
Anschließend übernahm er als außerordentlicher Professor das Direktorium der chirurgischen Universitäts-Poliklinik in Göttingen und erhielt einen Lehrauftrag für allgemeine Chirurgie und chirurgische Operationslehre.
Er erhielt den Titel eines Geheimen Medizinalrates und 1920 wurde er von der Medizinischen Fakultät zu Göttingen zum ordentlichen Honorarprofessor ernannt.
Wissenschaftlich beschäftigte er sich vor allem mit dem Studium der chirurgischen Wundinfektion und der praktischen Chirurgie. Als sein Hauptwerk wird die 1884 erschienene Monographie „Mikroorganismen bei Wundinfektionskrankheiten des Menschen“ angesehen. Um 1885 erforschte er den Tetanusbazillus.

## Ehrungen
1888 wurde er zum Mitglied der Deutschen Akademie der Naturforscher Leopoldina gewählt.
Der Rat der Stadt Göttingen beschloss am 8. September 1967, einen kurzen Weg im Stadtteil Weende ihm zu Ehren als „Rosenbachweg“ zu benennen. Dort befindet sich heute ein großes Studentenwohnheim.

## Familie
Rosenbach heiratete am 12. Mai 1877 Franziska Merkel (* 1856), Tochter des Geheimen Regierungsrates und Oberbürgermeisters von Göttingen, Georg Merkel und dessen Ehefrau Sophie geb. Wöhler. Seine Ehefrau war eine Enkelin des Chemikers Friedrich Wöhler. Das Paar hatte vier Kinder:
- Friedrich Rosenbach (* 1. April 1878 in Göttingen), Dr. med., Assistenzarzt im pathologischen Institut Berlin ⚭ Hilde German (* 1888)
- Else Rosenbach (* 28. September 1879 in Göttingen; † 29. Dezember 1950) ⚭ Karl Schwarzschild (1873–1916), Astronom
- Adolf Rosenbach (* 3. Dezember 1884 in Göttingen; † 16. November 1973 ebenda),[5] Chemiker, Dr. phil., wissenschaftlicher Beirat bei den königlichen Bernsteinwerken in Königsberg (Preußen), Oberregierungsrat, Senatsrat am Reichspatentamt ⚭ Hedwig Baring (1890–1982)
- Agnes Rosenbach (* 28. Oktober 1886 in Göttingen; † 20. Juni 1929 in Ludwigshafen), Chemikerin.